# Senador Canedo
Senador Canedo é um município brasileiro do estado de Goiás. O censo do Instituto Brasileiro de Geografia e Estatística do ano de 2022 mostrou que Senador Canedo tem 155 635 habitantes. Segundo o Tribunal Regional Eleitoral de Goiás, em junho de 2011 registram-se em Senador Canedo 51 439 eleitores ou 1,27% do eleitorado de Goiás. Em 2015, a cidade foi citada entre as 50 cidades pequenas mais desenvolvidas do Brasil, ocupando a quarta colocação no ranking, atrás apenas das cidades de Paulínia-SP, Lucas do Rio Verde-MT e Ipojuca-PE.

## História
A origem de Senador Canedo está relacionada a Goiânia, com a estrada de ferro da Rede Ferroviária Federal. O crescimento da cidade ocorreu na trilha aberta na construção da ferrovia, e as primeiras famílias trabalhadoras eram oriundas do estado de Minas Gerais e Bahia. Hoje há uma grande migração de paraenses e maranhenses, tendo até uma festa anual dos maranhenses.
O nome da cidade é uma homenagem ao senador Antônio Amaro da Silva Canedo, primeiro representante do estado de Goiás em cenário nacional. Em 1953, o povoado foi elevado à condição de distrito de Goiânia e em 1989 a Assembleia Legislativa de Goiás aprovou a emancipação do município. Foi sancionada como Lei 10.435 de 9 de janeiro de 1988 pelo então governador Henrique Santillo.
Destaca-se também, atualmente, o pólo petroquímico, com diversas empresas do setor situadas na proximidade da cidade, entre outras está a Petrobrás.

## Geografia
| Coordenadas geográficas Senador Canedo / Goiânia | Latitude: -16.7106, Longitude: -49.0867 16° 42′ 28″ Sul, 49° 5′ 34″ Oeste |
| Superfície Senador Canedo                        | 24 528 hectares 244,745 km² (94,70 sq mi)                                 |
| Altitude Senador Canedo                          | 801 m                                                                     |
| Clima Goiânia                                    |                                                                           |

## Clima
Goiânia possui um clima tropical semi úmido sendo quente na primavera e verão e ameno no outono e inverno. No inverno as temperaturas mínimas podem despencar para até 10 °C. Porém, as máximas podem ser superiores a 27 °C. (Temperaturas típicas de um dia de inverno: mín. 11 °C/máx.28 °C). Na primavera, são registradas as maiores temperaturas. Há casos em que as temperaturas máximas podem alcançar ou ultrapassar os 37 °C. (Temperaturas típicas de um dia de primavera: mín. 20 °C/máx.35 °C). No verão as temperaturas ficam mais amenas: entre 19 °C e 29 °C. (Temperaturas típicas de um dia de verão: mín. 20 °C/máx.28 °C). No outono, as temperaturas ficam mais amenas variando entre 13 °C e 27 °C. (Temperaturas típicas de um dia de outono: mín. 14 °C/máx.27 °C).

## Economia
A principal atividade econômica da cidade é o complexo petroquímico da Petrobras e indústrias relacionadas. Além do pólo petroquímico, destaca-se ainda o setor comercial, em ampla ascensão, bem como a expansão dos empreendimentos imobiliários.
com a chegada de novas indústrias o PIB de Senador Canedo deve pular do 6° lugar no PIB de goias, para o
4° lugar, ultrapassando as cidades de Rio Verde e Catalão.
Destaca-se também a indústria, com empresas como a Ultragaz, Jaepel, Petrobras, JBS Friboi, TESCAN, Sol Bebidas, Savoy, Ontex, Tecnomont e Cicopal.

### Indicadores socioeconômicos
PIB municipal (2021)R$ 4,77 bilhões
PIB  per capita (2021)R$ 39.235,95
Composição do PIB (2016)
- Impostos, líquidos de subsídios, sobre produtos, a preços correntes: R$ 491 929,46 milhões
- Valor adicionado bruto da agropecuária:  R$ 8846,12 milhões
- Valor adicionado bruto da indústria:  R$ 1 126 028,93 bilhões
- Valor adicionado bruto dos serviços: - Administração, segurança, educação e saúde públicas e seguridade social: R$ 1 341 746,67 bilhões
- Valor adicionado bruto da Administração: defesa, saúde e educação públicas e seguridade social: R$ 442 732,36 milhões

## Rodovias
Senador Canedo é servida pelas rodovias estaduais: GO-020 (saída para Bela Vista de Goiás), GO-403, GO-536, GO-537, GO-010, em Goiânia, saída para Bonfinópolis-GO.

## Transporte coletivo
Além de permitir a ligação entre Senador Canedo e Goiânia, o Terminal Osvaldo Augustinho Cardoso - atualmente conhecido como Terminal Senador Canedo - integra linhas que dão acesso aos principais bairros de um dos municípios que mais tem crescido na Região Metropolitana de Goiânia.
Algumas das linhas que integram o transporte coletivo alimentam aos bairros adjacentes, ao município de Caldazinha, o Distrito Agroindustrial de Senador Canedo e centralidades da capital goiana, como o Shopping Flamboyant, Condomínio Portal do Sol e ao Terminal Bíblia, um dos mais movimentados da Região Metropolitana.

## Educação
A educação em Senador Canedo é composta por 39 escolas municipais, seis colégios estaduais, 18 escolas particulares, uma unidade do Instituto Federal de Goiás (IFG), uma unidade da Universidade Estadual de Goiás (UEG). E mais quatro unidades de ensino superior na cidade.